# 성남중학교 (경기)
성남중학교(城南中學校)는 대한민국 경기도 성남시 중원구 성남동에 있는 공립 중학교이다.

## 학교 연혁
- 1993년 3월 1일 : 성남중학교 30학급 설립인가
- 1995년 3월 1일 : 개교
- 1995년 3월 1일 : 초대 이영기 교장 취임
- 1998년 2월 14일 : 제1회 졸업식
- 2023년 3월 1일 : 제12대 엄영란 교장 취임
- 2024년 1월 5일 : 제27회 졸업식(67명, 졸업생 총 6,206명)
- 2024년 3월 4일 : 제30회 입학식(3학급)

## 참고 자료
- 성남중학교 - 한국교육학술정보원 학교알리미